# Макс-Морлок-Штадіон
Макс-Морлок-Шта́діон (нім. Max-Morlock-Stadion) — футбольний стадіон у німецькому місті Нюрнберг. Відкритий 1928 року. Стадіон є домашньою ареною футбольного клубу «Нюрнберг».

## Назва
До 1945 року називався Städtisches Stadion (українською: міський стадіон) до 1945 року, коли він був перейменований на Victory Stadium. У 1961 році стару назву повернули і він мав її аж до 1991 року, коли отримав назву Frankenstadion. (українською: франконський стадіон).
14 березня 2006 року стадіон був перейменований на easyCredit-Stadion терміном на п'ять років після спонсорської угоди з німецьким банком DZ Bank. Багато вболівальників ФК Нюрнберг на чолі з «Ультрас Нюрнберг», утвореним 1 квітня 2006 року, провели демонстрацію проти назви та символічно перейменували стадіон на честь одного з найкращих гравців у історії клубу — Макса Морлока. 14 лютого 2013 року стадіон було перейменовано в Grundig Stadion, після спонсорської угоди з Grundig.
У липні 2016 року стадіон змінив назву на Stadion Nürnberg після того, як місто Нюрнберг не змогло знайти нового спонсора. З 1 липня 2017 року офіційною назвою стадіону стала Max-Morlock-Stadion.

## Події

### Олімпійський футбольний турнір 1972
Під час Олімпійських Ігор 1972 в Мюнхені у Нюрнберзі пройшли шість ігор футбольного турніру:
| Угорщина     | - | Іран    | 5:0 (1:0) |
| Мексика      | - | Судан   | 1:0 (1:0) |
| Мексика      | - | Бірма   | 1:0 (1:0) |
| Польща       | - | НДР     | 2:1 (1:0) |
| ФР Німеччина | - | Мексика | 1:1 (1:0) |
| Польща       | - | Марокко | 5:0 (3:0) |

### Кубок Конфедерацій 2005
У кубці конфедерацій в 2005 році в Нюрнберзі пройшли три гри:
| Австралія | - | Аргентина | 2:4 (0:2) |
| Німеччина | - | Аргентина | 2:2 (1:1) |
| Німеччина | - | Бразилія  | 2:3 (2:2) |

### Чемпіонат світу 2006
Під час Чемпіонату світу в 2006 році в Нюрнберзі пройшли такі гри:
| Мексика    | - | Іран              | 3:1 (1:1) |
| Англія     | - | Тринідад і Тобаго | 2:0 (0:0) |
| Японія     | - | Хорватія          | 0:0       |
| Гана       | - | США               | 2:1 (2:1) |
| Португалія | - | Нідерланди        | 1:0 (1:0) |